# Fuji/Rockwell Commander 700
Fuji/Rockwell Commander 700 là một loại máy bay vận tải hạng nhẹ do Fuji Heavy Industries và Rockwell International hợp tác phát triển. Sau khi Rockwell bán Bộ phận Hàng không Tổng hợp cho Gulfstream American, thỏa thuận hợp tác với Fuji đã bị chấm dứt.

## Thiết kế và phát triển
Commander 700 được bắt đầu thiết kế tại Nhật Bản vào năm 1971 dưới tên gọi FA-300. Ngày 28 tháng 6 năm 1974, Fuji ký kết hợp tác với Rockwell International của Hoa Kỳ để phát triển FA-300 như một mẫu máy bay liên doanh, và ở thị trường Bắc Mỹ, nó được đặt tên là Commander 700. Đây là máy bay một tầng cánh, kiểu cánh thấp, cụm đuôi thông thường và thiết bị hạ cánh ba bánh có thể thu vào trong, sử dụng hai động cơ pít-tông tăng áp Avco Lycoming gắn trên cánh. Thân máy bay được thiết kế để điều áp với khu vực dành cho 2 phi công và 4-6 hành khách. Nguyên mẫu thứ nhất thực hiện chuyến bay đầu tiên tại nhà máy Utsunomiya của Fuji vào ngày 13 tháng 11 năm 1975, chiếc thứ hai do Rockwell lắp ráp, bay thử tại Bethany, Oklahoma ngày 25 tháng 2 năm 1976. Một phiên bản cũng được phát triển song song là Commander 710 với động cơ mạnh hơn, cất cánh lần đầu ngày 22 tháng 12 năm 1976. Năm 1979, Rockwell International bán Bộ phận Hàng không Tổng hợp (General Aviation Division) của mình cho Gulfstream dẫn đến thỏa thuận với Fuji bị chấm dứt. Sau đó Fuji đã mua lại quyền sản xuất dòng máy bay này và tiếp thị trên toàn thế giới.

## Biến thể
Commander 700
Trang bị hai động cơ Avco Lycoming TIO-540-R2AD, sức mạnh 254 kW (340 mã lực).
Commander 710
Trang bị hai động cơ Avco Lycoming TIO-540, sức mạnh 335 kW (450 mã lực).

## Thông số kỹ thuật (Commander 700)
Dữ liệu lấy từ The Illustrated Encyclopedia of Aircraft (Part Work 1982-1985), 1985, Nhà xuất bản Orbis, trang 1920

### Đặc điểm tổng quát
- Kíp lái: 2 người
- Sức chứa: 4 hoặc 5 hành khách
- Chiều dài: 12,03 m (39 ft 5,75 in)
- Sải cánh: 12,94 m (42 ft 5,5 in)
- Chiều cao: 4,05 m (13 ft 3,5 in)
- Diện tích cánh: 18,6 m2 (200,2 ft2)
- Trọng lượng không tải: 2.134 kg (4.704 lb)
- Trọng lượng có tải: 3.151 kg (6.947 lb)
- Động cơ: 2 × động cơ pít-tông sáu xi lanh Avco Lycoming TIO-540-R2AD, mỗi động cơ cung cấp sức mạnh 254 kW (340 mã lực)

### Hiệu suất bay
- Vận tốc tối đa: 409 km/h (254 dặm/giờ; 221 hải lý/giờ)
- Tầm bay: 2.227 km (1.384 dặm, 1.203 hải lý)
- Trần bay: 8.350 m (27.400 ft)